# Могилёвская область

Физическая карта Могилёвской области

Могилёвская о́бласть (бел. Магілёўская вобласць) — административно-территориальная единица (область) в восточной части Беларуси. Административный центр — город Могилёв. Образована 15 января 1938 года.
Численность населения — 971 365 человек (на 1 января 2025 года).

## География
Граничит с Витебской областью на севере, Гомельской областью на юге, Минской областью на западе. На востоке граничит с Брянской и Смоленской областями России. Площадь — 29 068 км². Рельеф преимущественно равнинный; крупнейшие реки — Днепр и его притоки (Сож, Березина). Самая высокая точка области располагается у железнодорожной станции Тёмный Лес на границе Дрибинского и Мстиславского районов (236 м; по другим данным — 239 м). Самая низкая точка области находится на берегу реки Сож возле деревни Гайшин в Славгородском районе (126 м).
Крупнейшие водохранилища — Чигиринское на реке Друть (21,19 км²) и Осиповичское на реке Свислочи (11,87 км²).
По состоянию на 1 января 2018 года 38,2 % территории области занято лесными насаждениями. Самые лесистые районы расположены на юго-западе области — Кличевский (58,9 %), Осиповичский (56,5 %), Глусский (52,7 %), а наименее лесистые на северо-востоке — Мстиславский (16,4 %), Горецкий (16,6 %), Шкловский (18,2 %). 400 тыс. га лесов в области (31,8 % от площади лесного фонда) загрязнено цезием-137 (в том числе на 400 га плотность загрязнения превышает 40 кюри/км², на 46 тыс. га — от 15 до 40 кюри/км²). По объёму заготовки ликвидной древесины в 2017 году Могилёвская область уступает только Гомельской и Минской областям.
В области отсутствуют заповедники и национальные парки. 5 заказников республиканского значения занимают площадь 65,1 тыс. га (2,2 % территории области), 66 заказников местного значения — 34,9 тыс. га (1,2 %). На территории области расположены 14 памятников природы республиканского и 76 — местного значения.
Среднегодовая температура — 6,2 °C (-5 °C в январе, 18,3 °C в июле).

## История

Могилёвская область БССР, 1940 год

Могилёвская область в составе Белорусской Советской Социалистической Республики была образована 15 января 1938 года. В 1944 году Березинский район передан в состав Минской области, а несколько юго-западных районов (Бобруйский, Кировский, Кличевский и Осиповичский) — в состав новой Бобруйской области (упразднена в 1954 году). В 1956—1962 годах несколько районов были расформированы, но в 1965—1966 годах восстановлены. В 1989 году был повторно образован Дрибинский район.
Древнейшие города на территории области — Славгород (упоминается в 1136 году), Кричев (1136), Мстиславль (1156), Могилёв (1267).
На территории Могилёвской области произошли несколько крупных сражений различных войн. В ходе Северной войны в 1708 году произошла битва при Лесной (сейчас деревня в Славгородском районе). Во время Отечественной войны 1812 года 10—11 (22—23) июля произошло сражение между русским корпусом под командованием генерала Раевского и французским корпусом под командованием маршала Даву у деревни Салтановка Могилёвского района.
Во время Великой Отечественной войны у села Ленино 12—13 октября 1943 года впервые вступили в бой соединения Войска Польского.
После аварии на Чернобыльской АЭС в 1986 году часть территории Могилёвской области (преимущественно на юге, в особенности Краснопольский и Чериковский районы) подверглась сильному радиоактивному заражению, многие населённые пункты были целиком переселены на незагрязнённые места.
Могилёвская область (среди областей и г. Минска) признана победителем соревнования и занесена на Республиканскую доску почёта за достижение в 2024 году высоких результатов в сфере социально-экономического развития (вместе с Гродненской областью, Минской областью и г. Минском).

## Геральдика
Герб и флаг Могилёвской области были созданы в соответствии с решением Могилёвского областного исполнительного комитета от 24 сентября 2002 года № 18-11. Учреждены Указом Президента Республики Беларусь от 3 января 2005 года № 1 и зарегистрированы в Государственном геральдическом регистре Республики Беларусь 6 января 2005 года № Б-27 и № Б-28.

## Административное устройство

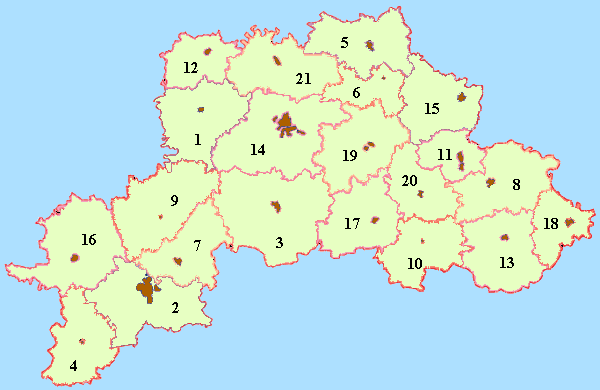
Карта Могилёвской области с пронумерованными районами

Область состоит из 21 района.
| No  | Название по-русски | Название по-белорусски | Площадь, км² | Население, чел. (2022) | Административный центр |
| --- | ------------------ | ---------------------- | ------------ | ---------------------- | ---------------------- |
| 1.  | Белыничский        | Бялыніцкі              | 1419,52      | ↘ 17 975               | Белыничи               |
| 2.  | Бобруйский         | Бабруйскі              | 1592,67      | ↘17 301                | Бобруйск               |
| 3.  | Быховский          | Быхаўскі               | 2263,16      | ↘29 195                | Быхов                  |
| 4.  | Глусский           | Глускі                 | 1335,44      | ↘12 721                | Глуск                  |
| 5.  | Горецкий           | Горацкi                | 1284,31      | ↘39 223                | Горки                  |
| 6.  | Дрибинский         | Дрыбінскі              | 766,53       | ↘9 921                 | Дрибин                 |
| 7.  | Кировский          | Кіраўскі               | 1295,20      | ↘17 609                | Кировск                |
| 8.  | Климовичский       | Клімавіцкі             | 1542,78      | ↘22 783                | Климовичи              |
| 9.  | Кличевский         | Клічаўскі              | 1800,32      | ↘14 093                | Кличев                 |
| 10. | Краснопольский     | Краснапольскі          | 1223,04      | ↘9 122                 | Краснополье            |
| 11. | Кричевский         | Крычаўскі              | 777,54       | ↘28 572                | Кричев                 |
| 12. | Круглянский        | Круглянскі             | 881,81       | ↘13 073                | Круглое                |
| 13. | Костюковичский     | Касцюковіцкі           | 1493,84      | ↘22 101                | Костюковичи            |
| 14. | Могилёвский        | Магілёўскі             | 1895,40      | ↘40 614                | Могилёв                |
| 15. | Мстиславский       | Мсціслаўскі            | 1332,51      | ↘19 093                | Мстиславль             |
| 16. | Осиповичский       | Асіповіцкі             | 1947,21      | ↘44 555                | Осиповичи              |
| 17. | Славгородский      | Слаўгарадскі           | 1317,82      | ↘12 632                | Славгород              |
| 18. | Хотимский          | Хоцімскі               | 858,87       | ↘10 091                | Хотимск                |
| 19. | Чаусский           | Чавускі                | 1471,39      | ↘17 279                | Чаусы                  |
| 20. | Чериковский        | Чэрыкаўскі             | 1020,20      | ↘12 777                | Чериков                |
| 21. | Шкловский          | Шклоўскі               | 1333,16      | ↘25 004                | Шклов                  |

## Демография
Численность населения — 971 365 человек (на 1 января 2025 года), в том числе городское — 789 718 человек, сельское — 181 647 человек.
Численность населения — 981 174 человек (на 1 января 2024 года), из них городское — 794 453 человек, сельское — 186 721 человек.
По состоянию на 1 января 2023 года на территории Могилёвской области проживает 989 703 человек, в том числе городское население — 797 832 жителя, сельское — 191 871 человек.
Крупнейшие города — Могилёв, Бобруйск, Осиповичи, Горки.

### Национальный состав
| Народ         | Перепись 1926 | Перепись 1939 | Перепись 1959 | Перепись 1970 | Перепись 1979 | Перепись 1989 | Перепись 1999 | Перепись 2009 | Перепись 2019 |
| ------------- | ------------- | ------------- | ------------- | ------------- | ------------- | ------------- | ------------- | ------------- | ------------- |
| Белорусы      | 475 707       | 1 187 621     | 1 033 760     | 1 050 359     | 1 050 901     | 1 051 885     | 1 044 249     | 975 147       | 915 633       |
| Русские       | 10 473        | 86 647        | 90 398        | 120 504       | 138 643       | 166 007       | 132 075       | 86 256        | 62 232        |
| Украинцы      | 782           | 22 310        | 16 404        | 21 407        | 23 798        | 29 394        | 21 132        | 13 110        | 12 228        |
| Поляки        | 5615          | 14 122        | 3643          | 3145          | 3649          | 3661          | 2798          | 1773          | 2121          |
| Евреи         | 34 643        | 79 739        | 28 445        | 25 807        | 23 135        | 18 480        | 3532          | 1461          | 1183          |
| Армяне        | 2             | 467           | …             | 288           | 258           | 404           | 1171          | 937           | 977           |
| Татары        | 66            | 1314          | 369           | 548           | 696           | 1063          | 777           | 497           | 783           |
| Азербайджанцы | …             | 157           | …             | 139           | 334           | 860           | 926           | 596           | 568           |
| Грузины       | 7             | 394           | …             | 225           | 224           | 384           | 471           | 368           | 333           |
| Молдаване     | 3             | 113           | …             | 244           | 359           | 554           | 520           | 375           | 289           |
| Цыгане        | 264           | 1368          | …             | 1001          | 1268          | 1386          | 1079          | 730           | 279           |
| Немцы         | 246           | 626           | …             | 171           | 260           | 295           | 580           | 278           | 251           |
| Литовцы       | 623           | 1076          | …             | 497           | 475           | 643           | 366           | 273           | 200           |
| Всего         | 530 842       | 1 401 020     | 1 176 556     | 1 226 859     | 1 246 833     | 1 279 797     | 1 213 521     | 1 099 374     | 1 024 751     |

Расселение этнических групп в Могилёвской области по переписи 2009 года:

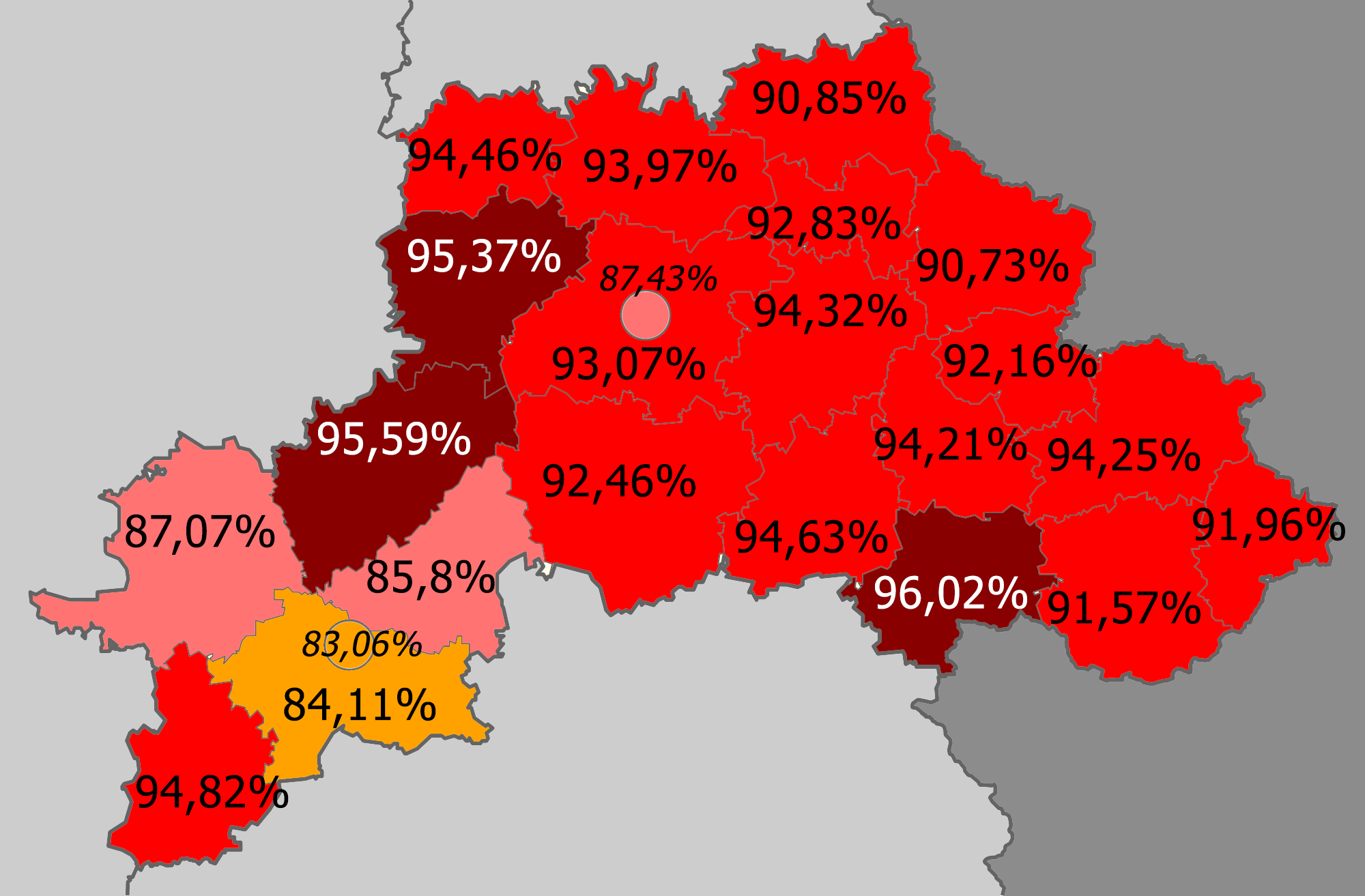
Доля белорусов по районам >95% 90–95% 85—90% <85%
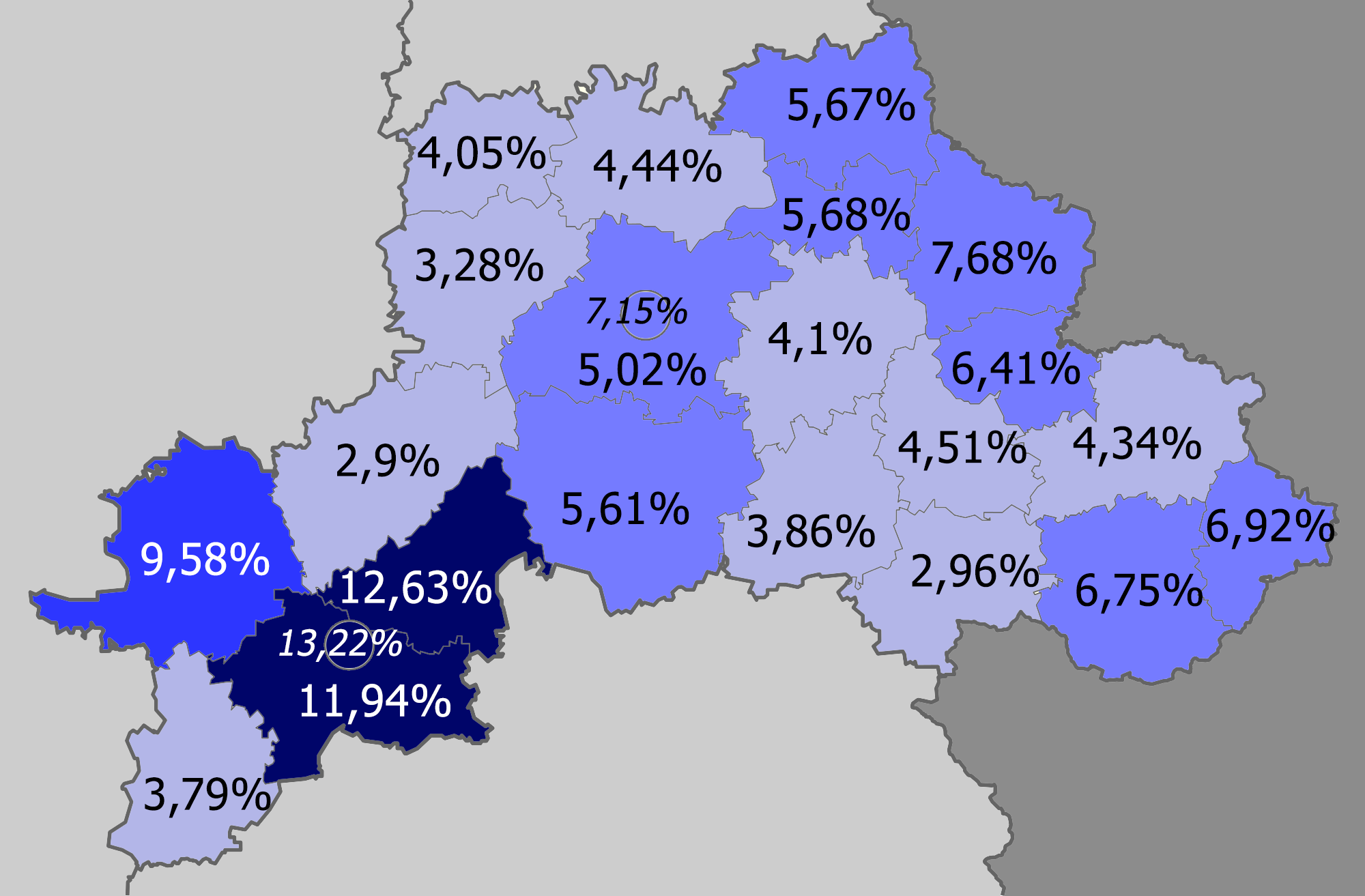
Доля русских по районам >10% 8–10% 5–8% <5%

### Языковой состав

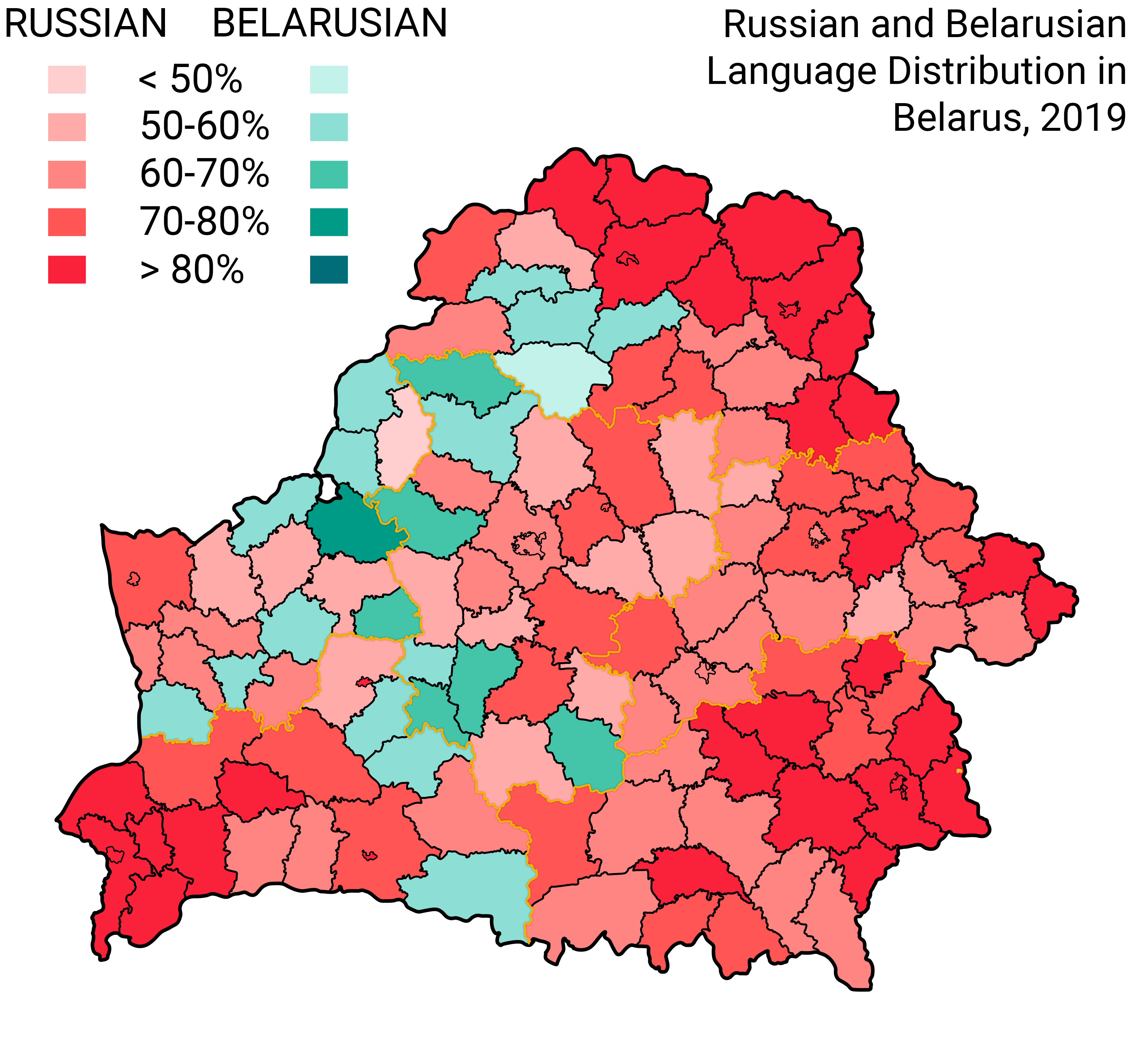
Языки домашнего общения в Беларуси по данным переписи 2019 года. Все районы Могилёвской области, а также города Могилёв и Бобруйск являлись преимущественно русскоязычными.

Родной язык населения Могилёвской области по данным переписей населения:
| Родной язык | 1999    | 1999    | 2009     | 2009     | 2019     | 2019     |
| Родной язык | человек | доля    | человек  | доля     | человек  | доля     |
| ----------- | ------- | ------- | -------- | -------- | -------- | -------- |
| Белорусский | 932 494 | 76,84 % | 605 511▼ | 55,08 %▼ | 472 426▼ | 46,10 %▼ |
| Русский     | 264 357 | 21,78 % | 460 758▲ | 41,91 %▲ | 477 725▲ | 46,62 %▲ |

Украинский язык является третьим по распространённости родным языком в регионе: по данным переписи 2009 года его таковым назвали 3 778 человек или 0,34 % населения Могилёвской области, по данным переписи 2019 года — 8 732 человека или 0,85 % населения Могилёвской области.
Между переписями 2009 и 2019 года доля сельского населения Могилёвской области, считающего белорусский язык родным, сократилась на 18,1 % (с 80,9 % до 62,8 %), считающих таковым русский — возросла на 14,6 % (с 17,9 % до 32,5 %). Доля городского населения Могилёвской области, считающего белорусский язык родным, сократилась на 5,1 % (с 46,8 % до 41,7 %), считающих таковым русский — возросла на 0,7 % (с 49,6 % до 50,3 %).
Язык домашнего общения населения Могилёвской области по данным переписей населения:
| Язык домашнего общения | 1999    | 1999    | 2009     | 2009     | 2019     | 2019     |
| Язык домашнего общения | человек | доля    | человек  | доля     | человек  | доля     |
| ---------------------- | ------- | ------- | -------- | -------- | -------- | -------- |
| Белорусский            | 367 604 | 30,29 % | 215 542▼ | 19,61 %▼ | 257 235▲ | 25,10 %▲ |
| Русский                | 841 737 | 69,36 % | 840 815▼ | 76,48 %▲ | 698 949▼ | 68,21 %▼ |

Между переписями 2009 и 2019 года доля сельского населения Могилёвской области, указавшего белорусский языком домашнего общения, сократилась на 15,4 % (с 49,8 % до 34,4 %), указавших таковым русский — возросла на 14,9 % (с 46,6 % до 61,5 %). Доля городского населения Могилёвской области, указавшего белорусский языком домашнего общения, возросла на 12,7 % (с 10,0 % до 22,7 %), указавших таковым русский — сократилась на 16,0 % (с 86,0 % до 70,0 %).
Согласно официальным данным, 64,4 % имеющих право голоса жителей Могилёвской области приняли участие в голосовании на референдуме 1995 года, из них 90,2 % поддержали придание русскому языку равного с белорусским статуса государственного языка.
Из-за проведения властями Беларуси политики русификации системы образования, в Могилёвской области, как и в стране в целом, наблюдается сокращение доли учеников, получающих общее среднее образование на белорусском языке. Динамика соотношения языков преподавания в дневных учреждениях общего среднего образования в Могилёвской области по данным Национального статистического комитета Республики Беларусь:
| Язык преподавания | Учебный год | Учебный год | Учебный год | Учебный год | Учебный год | Учебный год | Учебный год | Учебный год | Учебный год |
| Язык преподавания | 2010/11     | 2011/12     | 2012/13     | 2017/18     | 2018/19     | 2020/21     | 2021/22     | 2022/23     | 2023/24     |
| ----------------- | ----------- | ----------- | ----------- | ----------- | ----------- | ----------- | ----------- | ----------- | ----------- |
| Белорусский       | 16,9 %      | 16,8 %      | 14,8 %      | 10,3 %      | 9,8 %       | 8,35 %      | 8,77 %      | 7,65 %      | 7,08 %      |
| Русский           | 83,1 %      | 83,2 %      | 85,2 %      | 89,7 %      | 90,2 %      | 91,65 %     | 91,23 %     | 92,35 %     | 92,92 %     |

По данным Национального статистического комитета Республики Беларусь в 2024/25 году из 114 954 учащихся в дневных учреждениях общего среднего образования в Могилёвской области 7 588 (6,60 %) обучались на белорусском языке, в то время как 107 366 (93,40 %) — на русском.

### Общая карта
Легенда карты:
- от 200 000 до 500 000 чел.
- от 20 000 до 50 000 чел.
- от 10 000 до 20 000 чел.
- от 5000 до 10 000 чел.
- от 1000 до 5000 чел.

## Органы власти
Исполнительная власть представлена Могилёвским областным исполнительным комитетом, председатель исполнительного комитета является высшим должностным лицом и главой исполнительной власти на территории области, назначается на эту должность Президентом Республики Беларусь. Законодательная власть представлена Могилёвским областным Советом депутатов, состоящим из 55 депутатов, избираемых жителями области на 4 года.

## Экономика

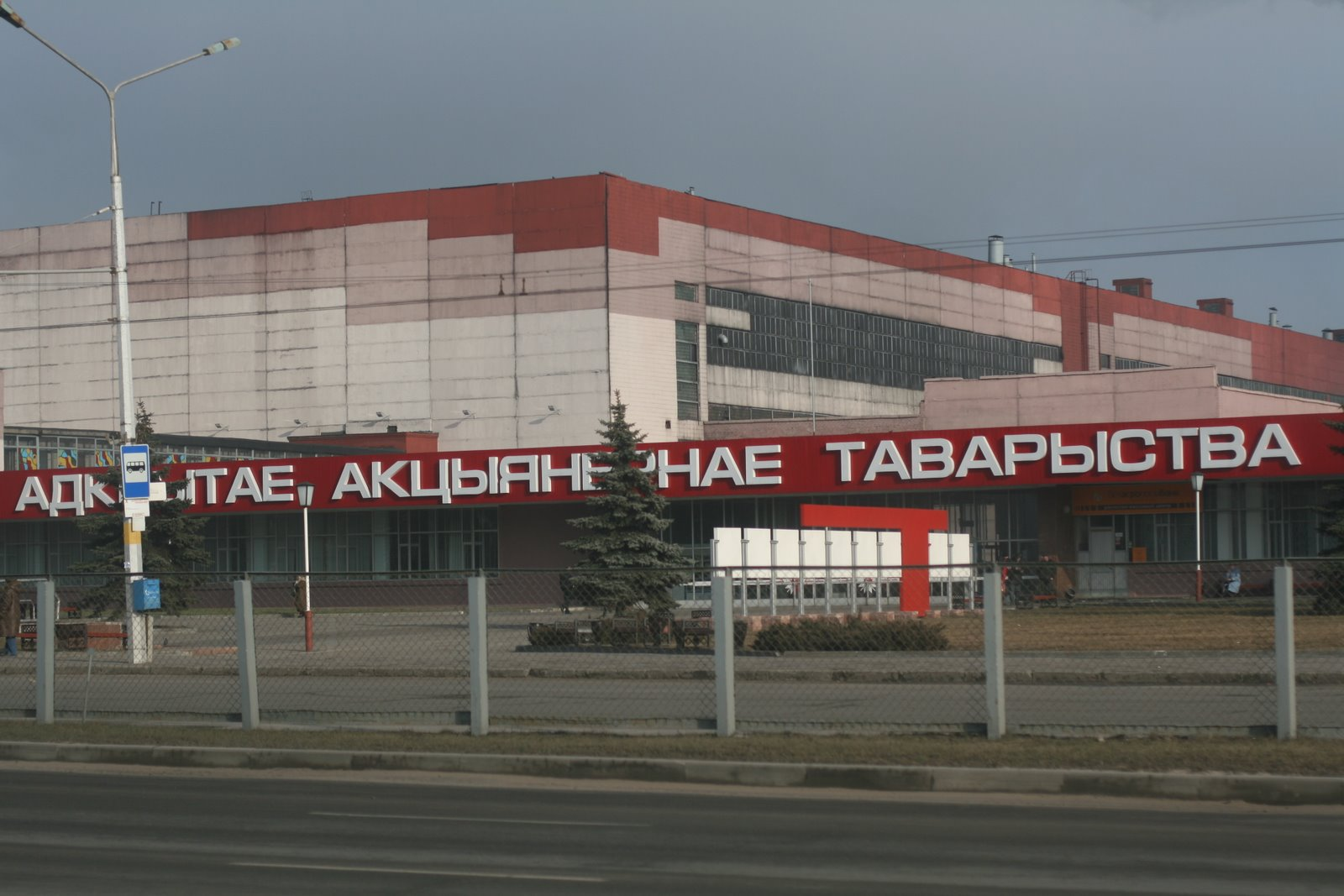
ОАО «Белшина» (Бобруйск)

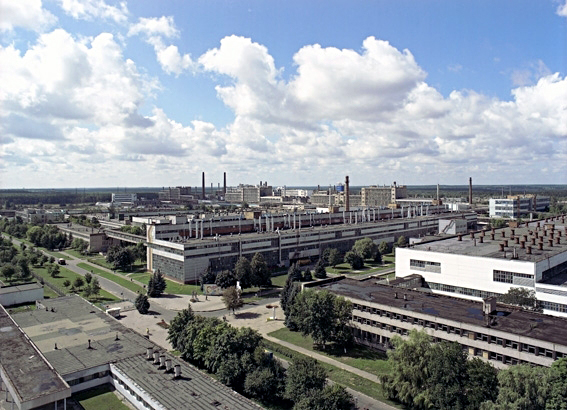
ОАО «Могилёвхимволокно»

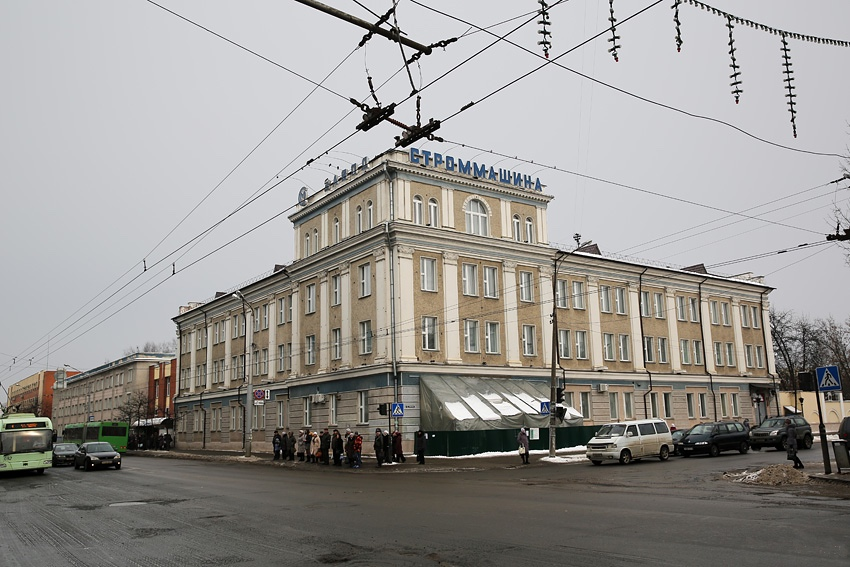
ОАО "Могилёвский завод «Строммашина» (Могилёв)

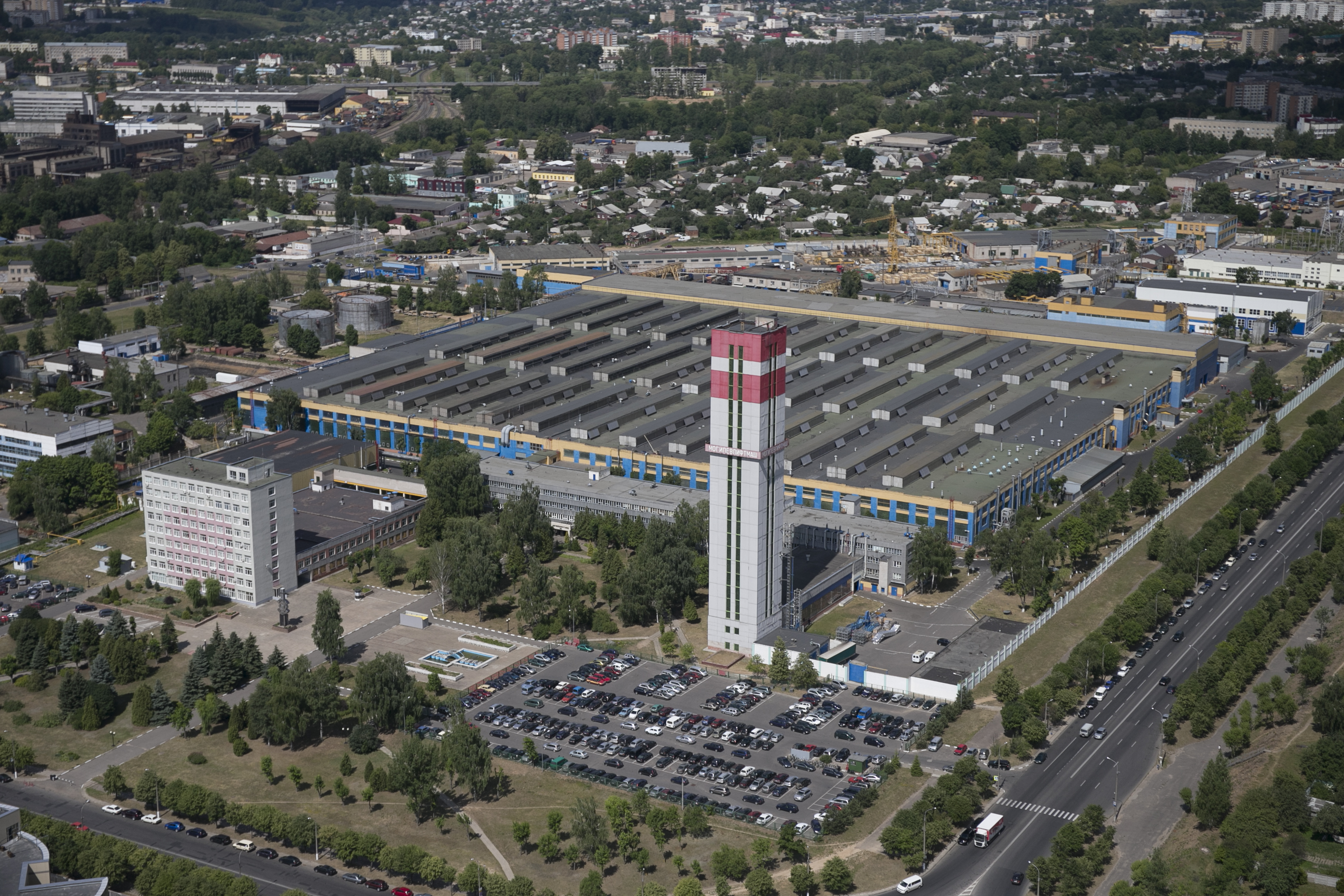
ОАО «Могилёвлифтмаш» (Могилёв). Видна испытательная башня для лифтов

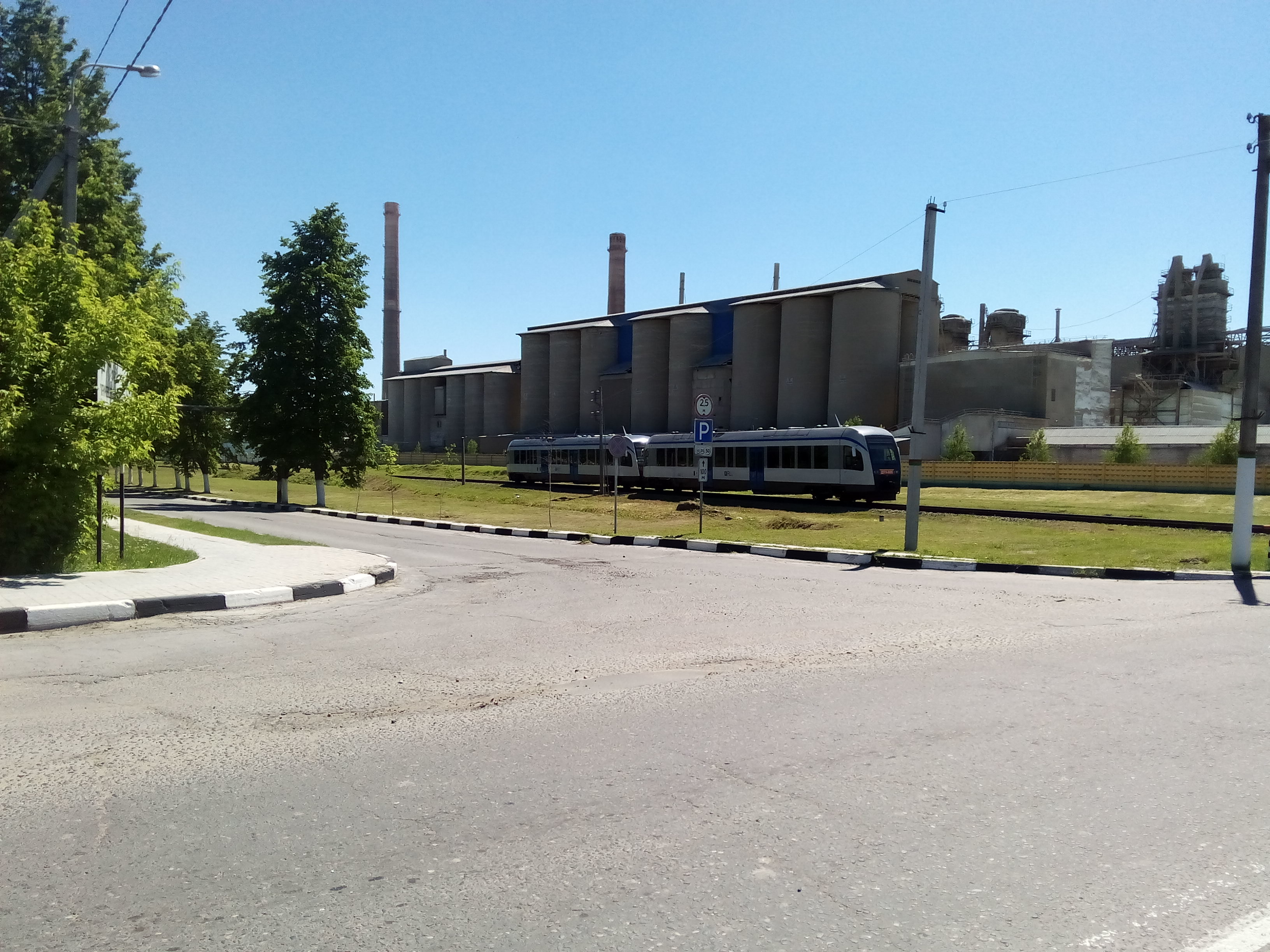
Старые заводские корпуса ОАО «Кричевцементношифер» (Кричев)

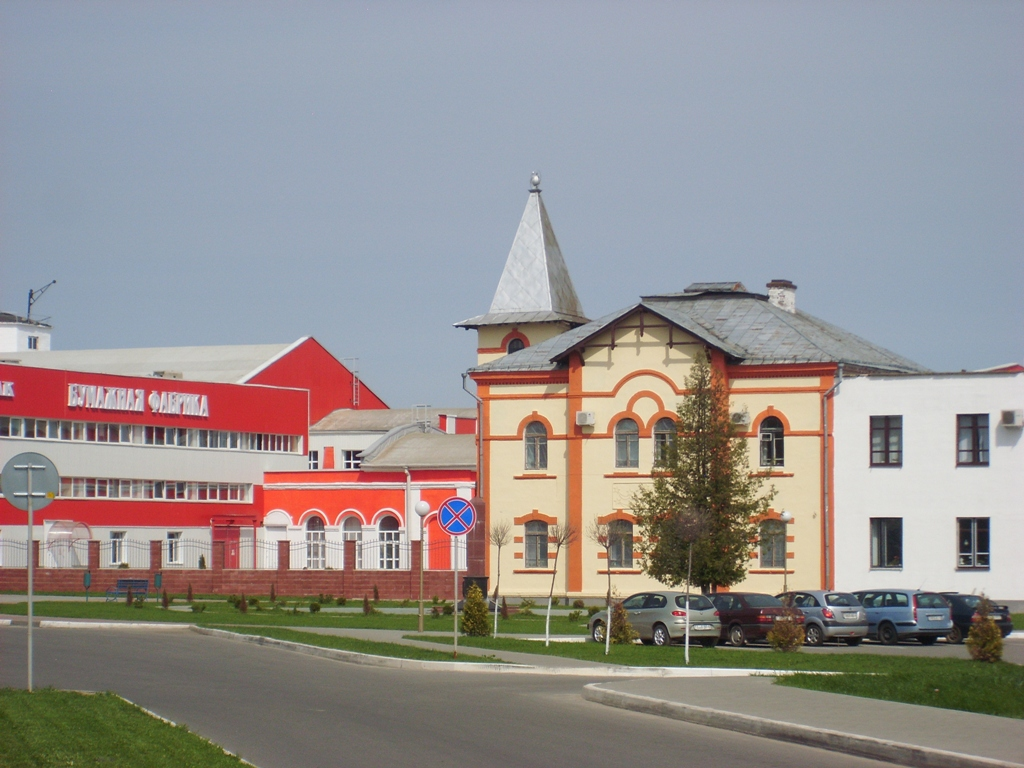
Бумажная фабрика «Спартак» (Шклов)

Уровень безработицы в Могилёвской области, по данным выборочного обследования Национального статистического комитета Беларуси, составил 8 % в 2017 году. В органах по труду, занятости и социальной защите зарегистрировано в качестве безработных 0,6 % населения в трудоспособном возрасте.
Среднемесячная номинальная начисленная заработная плата (до вычета подоходного налога и некоторых отчислений) в 2017 году в области составила 690,4 руб. (около 345 долларов США). По этому показателю область заняла предпоследнее место в стране, незначительно опередив Витебскую область (687,3 руб.). Самая высокая заработная плата зафиксирована в Могилёве (768,6 руб.), Могилёвском районе (714,6 руб.), Белыничском районе (706 руб.), Костюковичском районе (694,7 руб.) и Бобруйске (691 руб.). В 2017 году Мстиславский район (553,2 руб.) занимал 122-е место среди 129 районов и городов областного подчинения Республики Беларусь по уровню средней заработной платы.
Крупнейшие электростанции области — Могилёвская ТЭЦ-2 (347 МВт) и Бобруйская ТЭЦ-2 (182 МВт).

### Промышленность
Промышленность Могилёвской области занимает одно из ведущих мест в народно-хозяйственном комплексе Беларуси. Область специализируется на производстве продукции химической и нефтехимической, машиностроительной, деревообрабатывающей, строительных материалов, лёгкой и пищевой промышленности. Основной промышленный потенциал Могилёвской области сконцентрирован в Могилёве и Бобруйске.
В 2017 году объём промышленного производства предприятиями области составил 8,8 млрд руб., или 9,3 % от совокупного республиканского объёма (в 2011 году — 8,8 %). 27,6 % объёма обрабатывающей промышленности пришлось на производство продуктов питания и напитков, 21,2 % — на производство резиновых и пластмассовых изделий и прочих неметаллических минеральных продуктов, 9,4 % — на производство химических продуктов (без резиновых и пластмассовых изделий и нефтепереработки), 9,3 % — на производство машин и оборудования (не включённых в другие группы), 8,5 % — на производство изделий из дерева и бумаги, 6,3 % — на производство текстильных, кожаных и меховых изделий, 4,5 % — на металлургию и металлообработку, 3,4 % — на производство транспортных средств и оборудования.
Крупнейшие предприятия химической промышленности — ОАО «Могилёвхимволокно», ОАО «Белшина» (Бобруйск), другие значимые предприятия отрасли — химкомбинат «Заря» (Могилёв; производит лаки, краски, олифу), фабрика бытовой химии «Сонца» (Осиповичи), Бобруйский гидролизный завод. В 2017 году было произведено 392,6 тыс. т полимеров в первичных формах — более половины от их совокупного производства в Белоруссии, 87,5 тыс. т химических волокон (44,2 %), 26,9 тыс. т средств моющих и чистящих (39,9 %).
Крупнейшие предприятия машиностроительной промышленности — «Могилёвтрансмаш» (филиал Минского автозавода), ОАО "УКХ «Бобруйскагромаш», заводы «Строммашина» (Могилёв), «Электродвигатель» (Могилёв), «Могилёвлифтмаш», Осиповичский автоагрегатный завод (филиал Минского автозавода), «Бобруйсксельмаш», «Спецавтотехника» (Бобруйск). В Бобруйске располагается крупный филиал Минского тракторного завода — Бобруйский завод тракторных деталей и агрегатов (2900 сотрудников). В 2017 году предприятия области («Могилёвтрансмаш», ООО «Стройремавто») произвели 1127 прицепов и полуприцепов для перевозки грузов и 794 прицепа и полуприцепа для сельского хозяйства. Могилёвский автомобильный завод в настоящее время является филиалом Белорусского автомобильного завода и выпускает технику для подземных работ, строительно-дорожную и специальную технику. ОАО «Бобруйский машиностроительный завод» (1350 сотрудников) специализируется на выпуске центробежных насосов (в 2017 году было произведено 753,9 тыс. насосов центробежных), ОАО «ТАиМ» (1500 сотрудников; Бобруйск) — на производстве тормозных систем. Станкостроительные предприятия области специализируются на выпуске станков для обработки дерева, пластмассы и других твёрдых материалов; объёмы производства металлообрабатывающих станков незначительны. На выпуске различных электродвигателей специализируются ОАО "Могилёвский завод «Электродвигатель» (1970 сотрудников) и ОАО «Према» (Горки, 150 сотрудников) (в 2017 году — 243,5 тыс. электродвигателей). ЗАО «Алтимед» (Осиповичи) выпускает протезы суставов. ОАО «Техноприбор» (Могилёв) изначально выпускало устройства для подготовки первичной информации, но впоследствии перепрофилировалось. ОАО «Зенит» (Могилёв) выпускает радиотехническую продукцию, узлы лифтов, светильники и другие изделия. В области действуют два предприятия по выпуску грузовых железнодорожных вагонов — СЗАО «Могилёвский вагоностроительный завод» и ЗАО «Осиповичский завод транспортного машиностроения» (создано после банкротства СЗАО «Осиповичский вагоностроительный завод»). Всего в Беларуси в 2017 году было выпущено 772 грузовых вагона. До 2007 года в Бобруйске действовал завод весоизмерительных приборов «Весоприбор» (ликвидирован). В 2017 году предприятия области произвели 12 тыс. лифтов и подъёмников, 28,5 тыс. станков для обработки дерева и аналогичных твёрдых материалов.
В 2017 году предприятия области выплавили 20 тыс. т стали, произвели 40,7 тыс. т стальных труб, 3,4 тыс. т холоднотянутой проволоки из нелегированной стали, 12 тыс. т металлоконструкций строительных сборных, 50 тыс. т различных изделий из чёрных металлов и алюминия, 49,4 тыс. шт металлических дверей и оконных рам, 2631 котёл центрального отопления, 3,6 млн м² металлических решёток, сеток и ограждений. Из крупных предприятий — ОАО «Могилёвский металлургический завод» (до 1953 года — труболитейный), МОАО «Красный металлист» (Могилёв), «Могилёввторчермет».
Развита лёгкая промышленность — текстильные (могилёвские ОАО «Моготекс», ОАО «Лента», ЗАО СП «Сопотекс»), швейные (бобруйское ОАО «Славянка» и др.), трикотажные (ОАО «Бобруйсктрикотаж»), обувные (ОАО «Обувь»; до 2016 года также производило обувь ОАО «Бобруйская обувная фабрика») предприятия. В 2017 году предприятиями области было произведено 61,7 млн м² тканей, 79,9 млн м² нетканых материалов и изделий из них (кроме одежды), 750 тыс. шт. трикотажных изделий, 171,8 млн дм² кожи дублёной и выделанной, 1,1 млн пар обуви. В области развито льноводство. В Горках, Мстиславле, Хотимске, Шклове действуют льнозаводы по первичной переработке местного льна-долгунца для нужд Оршанского льнокомбината; в 2010-е годы Кировский и Чаусский льнозаводы обанкротились и были закрыты, Круглянский льнозавод прекратил работу. В Бобруйске действует кожевенный комбинат, там же до 2015 года действовала меховая фабрика (банкрот).
Пищевая промышленность представлена бобруйской кондитерской фабрикой «Красный пищевик» (второй по величине производитель зефира и мармелада в СНГ), молочными, мясокомбинатами и др. В 2017 году предприятиями области было произведено 123 тыс. т мяса и субпродуктов, 20,5 тыс. т колбасных изделий, 18,7 тыс. мясных полуфабрикатов, 38,4 тыс. т плодоовощных консервов (второе место в стране), 281 тыс. т цельномолочной продукции в пересчёте на молоко (третье место), 28 тыс. т сухого молока (третье место), 9,7 тыс. т творога, 11,3 тыс. т сыра, 17,9 тыс. т сливочного масла, 104 тыс. т муки и смесей, 16 тыс. т кондитерских изделий, 508 тыс. т кормов для сельскохозяйственных животных, 955 тыс. дал напитков алкогольных дистиллированных, 1259 тыс. дал ферментированных напитков, 5591 тыс. дал пива (3-е место), 6650 тыс. дал безалкогольных напитков (кроме минеральных вод). В 2017 году предприятия области произвели 22,9 % кондитерских изделий из сахара и шоколада, 19,9 % маргарина и аналогичных жиров, 16 % безалкогольных напитков (кроме минеральной воды), 14,9 % масла сливочного, 14,6 % муки, 14 % цельномолочной продукции от общего производства в Республике Беларусь. Единственный производитель пива (не считая крафтовых сортов) — Бобруйский пивзавод (выкуплен Heineken), крупнейший производитель крепких алкогольных напитков и второй крупнейший налогоплательщик области — Климовичский ликёро-водочный завод (входит в холдинг «Минск Кристалл», в 2018 году признан банкротом). Государственные производители хлебобулочных изделий в нескольких районных центрах области объединены в ОАО "Булочно-кондитерская компания «Домочай». Производители муки, круп и комбикорма в Могилёве, Бобруйске и Климовичах объединены в ОАО «Могилёвхлебопродукт». Из крупных консервных предприятий области — ОАО «Быховский консервно-овощесушильный завод», «Кировский пищевой комбинат», молочных — ОАО «Молочные горки» (Горки), ОАО «Могилёвская фабрика мороженого», ОАО «Бабушкина крынка» (Могилёв).
На востоке области расположены крупные цементные заводы в Кричеве (ОАО «Кричевцементношифер») и Костюковичах (ОАО «Белорусский цементный завод»). Два цементных завода произвели 3083 тыс. т цемента (69 % от общего его производства в стране). Кроме того, на предприятиях Могилёвской области было произведено 90 тыс. т извести, 369 млн усл. кирпичей и блоков строительных (кроме керамических). Могилёвский комбинат силикатных изделий — один из крупнейших производителей силикатного кирпича в республике. В 2017 году в Могилёвской области было добыто 87 % мела в стране. В посёлке Елизово (Осиповичский район) действует крупный стеклозавод, производящий стеклянные банки и бутылки (329 сотрудников). Ранее действовали также стеклозавод в Глуше и Бобруйский комбинат строительных материалов (обанкротились, закрыты).
Деревообрабатывающая промышленность области в 2017 году произвела 576 тыс. м³ пиломатериалов, 62,3 тыс. м³ фанеры клееной, 849,6 тыс. усл. м³ древесно-стружечных плит, 47 тыс. м² окон и дверей деревянных, 6,8 тыс. т гранул топливных (пеллетов), 88 тыс. т бумаги и картона, 874 тыс. шт. тетрадей школьных, 72 тыс. шт. тетрадей общих. В состав государственного концерна «Беллесбумпром» входит несколько предприятий из Могилёвской области — ОАО "Бумажная фабрика «Спартак», РУП «Завод газетной бумаги» (Шклов), ОАО «ФанДОК» (Бобруйск), ОАО «Могилёвдрев», ЗАО «Бобруйскмебель». Действует также Бобруйский завод ДВП. В 2010-е годы на юге Могилёва были открыты деревообрабатывающие заводы ИООО «Кроноспан ОСБ» и ИООО «ВМГ Индустри».

### Сельское хозяйство
Растениеводство
По состоянию на 2017 год общая посевная площадь сельскохозяйственных культур в области — 857 тыс. га (5-е место в Беларуси), в том числе 360 тыс. га занято под посевы зерновых и зернобобовых культур, 41 тыс. га под рапс, 8,6 тыс. га под лён, 7 тыс. га под сахарную свёклу, 37 тыс. га под картофель, 8 тыс. га под овощи и 388 тыс. га под кормовые культуры. 769 тыс. га возделывается сельскохозяйственными организациями, 26 тыс. га — фермерскими хозяйствами, 62 тыс. га — личными хозяйствами населения.
В Могилёвской области весьма развито фермерство: в 2018 году фермеры области обрабатывали наибольшую площадь в сравнении с другими областями Беларуси. Из 27,9 тыс. га в 2018 году 17,4 тыс. га фермеры засеяли зерновыми и зернобобовыми (первое место в стране).
Валовой сбор зерновых и зернобобовых культур в области в 2017 году составил 1181 тыс. т (4-е и 5-е места в республике соответственно) при средней урожайности 33,4 ц/га (4-е место), рапса — 64 тыс. т (5-е место) при средней урожайности 16,5 ц/га, сахарной свёклы — 235 тыс. т (4-е место) при средней урожайности 369 ц/га, льноволокна — 8,7 тыс. т (2-е место) при средней урожайности 10,3 ц/га, картофеля — 873 тыс. т (5-е место) при средней урожайности 238 ц/га (3-е место), овощей — 221 тыс. т (5-е место), плодов и ягод — 45 тыс. т (6-е место). В 2010—2017 годах вклад Могилёвской области в республиканский сбор зерновых варьировался от 12,2 % до 15,6 %. Сельскохозяйственные организации собрали 99 % от совокупного урожая льноволокна в области, 97 % сахарной свёклы, 95 % рапса, 91 % зерновых, 16 % плодов и ягод, по 11 % картофеля и овощей. Личные хозяйства населения собирают большую часть плодов и ягод (84 %), картофеля (82 %) и овощей (79 %), а их вклад в сбор зерновых и зернобобовых составляет 4 %.
Крупнейшие урожаи зерновых и зернобобовых в 2017 году были собраны в Могилёвском (129,1 тыс. т), Шкловском (123,6 тыс. т), Горецком (98,2 тыс. т), Мстиславском районах (94,2 тыс. т). В четырёх районах (Шкловском, Круглянском, Могилёвском, Горецком) урожайность в 2017 году превысила 40 ц/га. Самые низкие урожай и урожайность были зарегистрированы в Глусском районе (17,2 тыс. т и 20,5 ц/га). В четырёх районах (Горецком, Шкловском, Мстиславском, Хотимском) было собрано более тысячи тонн льноволокна. Сахарную свёклу выращивают только в шести районах — Бобруйском, Быховском, Горецком, Кировском, Могилёвском, Осиповичском.
| Валовой сбор сельскохозяйственных культур по всем категориям хозяйств:                                                         | Валовой сбор сельскохозяйственных культур по всем категориям хозяйств:                                                         | Валовой сбор сельскохозяйственных культур по всем категориям хозяйств:                                                         |
| --- | --- | --- |
| Зерновые и зернобобовые, млн т:                                                                                                | Овощи, млн т: | Картофель, млн т: |
| График не отображается по техническим причинам. Чтобы исправить это, воспроизведите график в новом формате, если это возможно. | График не отображается по техническим причинам. Чтобы исправить это, воспроизведите график в новом формате, если это возможно. | График не отображается по техническим причинам. Чтобы исправить это, воспроизведите график в новом формате, если это возможно. |

Животноводство
По поголовью крупного рогатого скота область находится на 6-м месте в Беларуси (558 тыс. голов, в том числе 186 тыс. коров), по поголовью свиней — на 6-м (324 тыс.), по поголовью птицы — на 3-м (7,3 млн). Невелико поголовье лошадей (8,1 тыс.) и овец (10,7 тыс.). Больше всего крупного рогатого скота было в хозяйствах Шкловского района (60,6 тыс. голов), меньше всего — в Краснопольском районе (7,1 тыс. голов). Почти треть от общего поголовья свиней в области содержалась в Могилёвском районе (84,7 тыс.); много свиней содержится в хозяйствах Мстиславского (43,1 тыс.) и Климовичского районов (30,4 тыс.). Более половины поголовья птицы в области содержится на птицефабриках Могилёвского района (4,9 млн). В 2017 году хозяйства области реализовали 134 тыс. т скота и птицы (в убойном весе), по этому показателю область находилась на 6-м месте в стране. Хозяйства области всех категорий произвели 775 тыс. т молока (6-е место), 349 млн яиц (6-е место), 16 т шерсти (5-е место). По среднему удою молока от коровы хозяйства области (4289 кг с коровы в год) — 5-е.
| Основные показатели животноводства:                                                                                            | Основные показатели животноводства:                                                                                            | Основные показатели животноводства: |
| --- | --- | ----------------------------------- |
| Поголовье КРС, тыс. голов: | Поголовье свиней, тыс. голов:                                                                                                  |                                     |
| График не отображается по техническим причинам. Чтобы исправить это, воспроизведите график в новом формате, если это возможно. | График не отображается по техническим причинам. Чтобы исправить это, воспроизведите график в новом формате, если это возможно. |                                     |
| Поголовье птицы, тыс. голов:                                                                                                   | Производство яиц, млн шт: |                                     |
| График не отображается по техническим причинам. Чтобы исправить это, воспроизведите график в новом формате, если это возможно. | График не отображается по техническим причинам. Чтобы исправить это, воспроизведите график в новом формате, если это возможно. |                                     |
| Реализация скота и птицы (в убойном весе), тыс. т:                                                                             | Производство молока, тыс. т:                                                                                                   |                                     |
| График не отображается по техническим причинам. Чтобы исправить это, воспроизведите график в новом формате, если это возможно. | График не отображается по техническим причинам. Чтобы исправить это, воспроизведите график в новом формате, если это возможно. |                                     |

Финансовые показатели
Выручка от реализации сельскохозяйственной продукции предприятиями области — 1117,5 млрд рублей, чистая прибыль — 26,4 млрд рублей, рентабельность реализованной продукции — 2,1 %, рентабельность продаж — 1,9 %.

### Транспорт

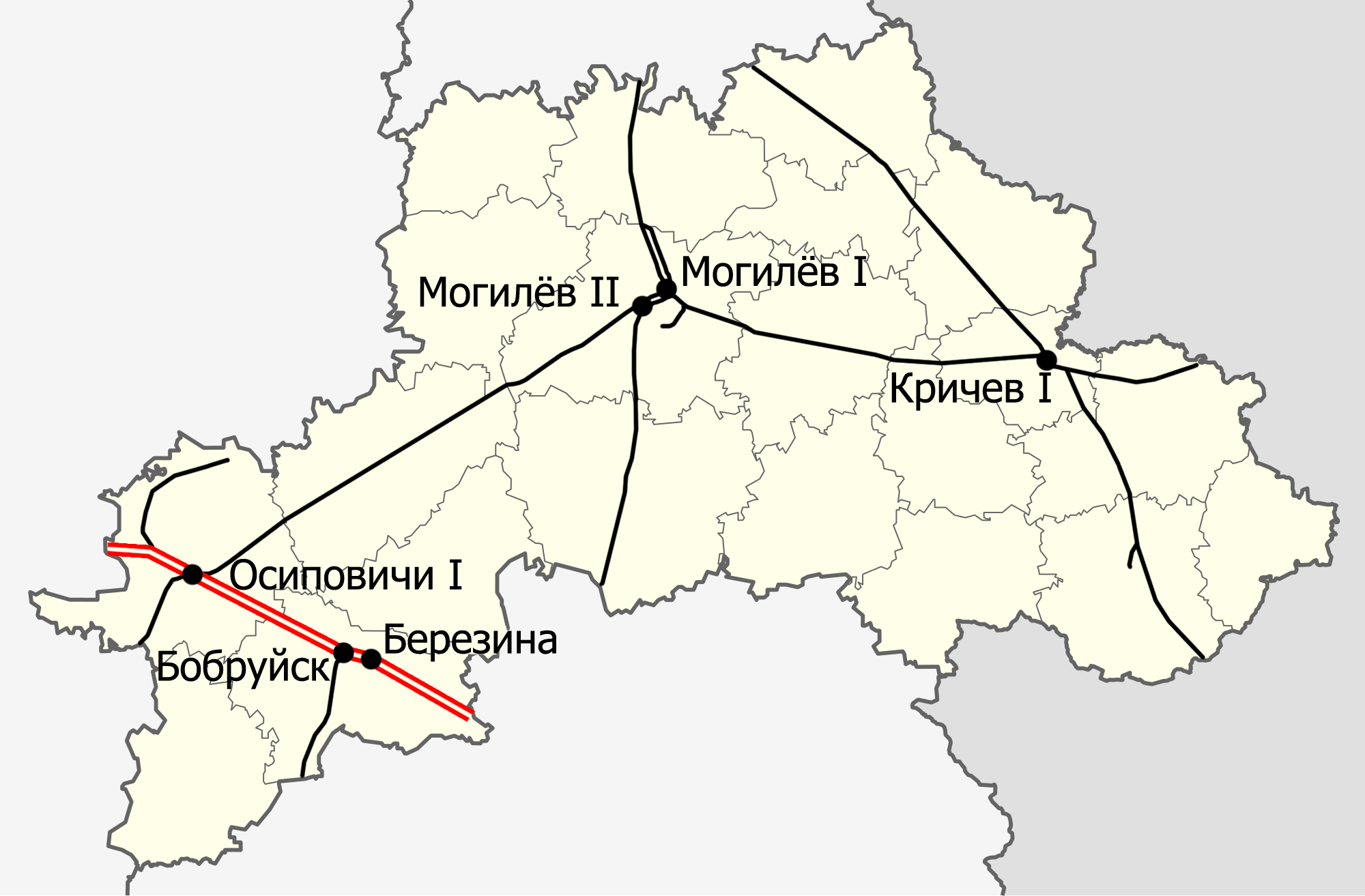
Железнодорожный транспорт в Могилёвской области. Подписаны важнейшие станции. Электрифицированная линия отмечена красным.

В области 15,5 тыс. км автомобильных дорог общего пользования, в том числе 8,3 тыс. км с усовершенствованным покрытием (в основном — с цементобетонным или асфальтобетонным). Эксплуатационная длина железнодорожных путей составляет 817 км, по плотности железных дорог (28,1 км / 1000 км²) Могилёвская область уступает только Брестской и Витебской областям.
В 2015 году в личной собственности граждан в области насчитывалось 295 тыс. зарегистрированных легковых автомобилей, или 276 автомобилей на 1000 человек (предпоследний показатель в Беларуси). По количеству дорожно-транспортных происшествий в пересчёте на 100 тыс. человек область находится на 2-м месте в республике после Минской области (54; среднее — 44 / 100 тыс. человек). В 2015 году в области произошло 579 ДТП, повлёкших гибель или ранение людей, в которых погибло 92 и ранено 672 человека.
Могилёвская область — единственная в Беларуси, в которой действуют две троллейбусные системы (в Могилёве и Бобруйске).

## Образование
По состоянию на 2017/2018 учебный год в Могилёвской области насчитывается 482 учреждения дошкольного образования (259 в городах и посёлках городского типа, 223 в сельских населённых пунктах) с численностью детей в них 44,3 тыс. (38,6 тыс. в городах и посёлках, 5,7 тыс. в сельских населённых пунктах). Охват детей в возрасте 1-5 лет учреждениями дошкольного образования — 76,3 % (83,2 % в городах и посёлках, 48,1 % в сельских населённых пунктах). В 2012 году 9 % детей в дошкольных учреждениях области обучалось на белорусском языке (в том числе 0 в городах и 58,6 % в сельской местности), 84,5 % на русском (92,9 % и 38,2 %), 6,5 % на белорусском и русском языках (7,1 % и 3,2 % в городах и сельской местности соответственно).
По состоянию на 2017/2018 учебный год количество учреждений общего среднего образования в Могилёвской области составляет 384, численность учащихся — 111,1 тыс., учителей — 13,2 тыс. В 2012/2013 учебном году в области насчитывалось 18 гимназий и 6 лицеев, в которых обучалось 11,2 и 1,5 тыс. человек соответственно. В 2012/2013 учебном году 14,9 % школьников обучались на белорусском языке, 85,1 % — на русском.
В 2017/2018 учебном году в Могилёвской области действует 28 учреждений профессионально-технического образования, численность учащихся — 9 тыс. человек. В 2017 году было зачислено 4,3 тыс. абитуриентов, выпущено 4,4 тыс. специалистов. Количество учреждений среднего специального образования в области — 33 (2017/2018 учебный год), численность учащихся — 12,7 тыс. человек. В 2017 году было зачислено 4,3 тыс. абитуриентов, выпущено 4,1 тыс. специалистов.
В Могилёвской области действует 5 вузов, в которых обучается 25,8 тыс. студентов (2017/2018 учебный год). В 2017 году было зачислено 5,4 тыс. абитуриентов, выпущено 7 тыс. специалистов. Численность профессорско-преподавательского состава в вузах области — 2072 человека (2012/2013 учебный год). В аспирантуре вузов области в 2012/2013 учебном году обучалось 293 человека (всего в Республике Беларусь на тот момент было 5456 аспирантов).

## Культура

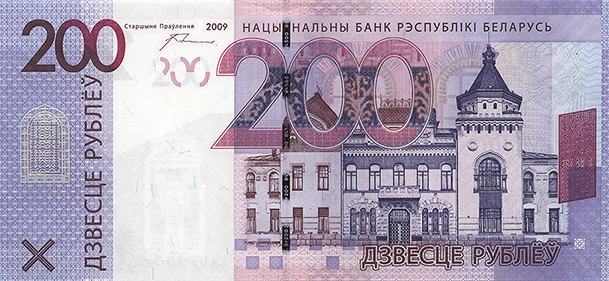
Могилёвский областной художественный музей имени П. В. Масленикова на банкноте в 200 рублей

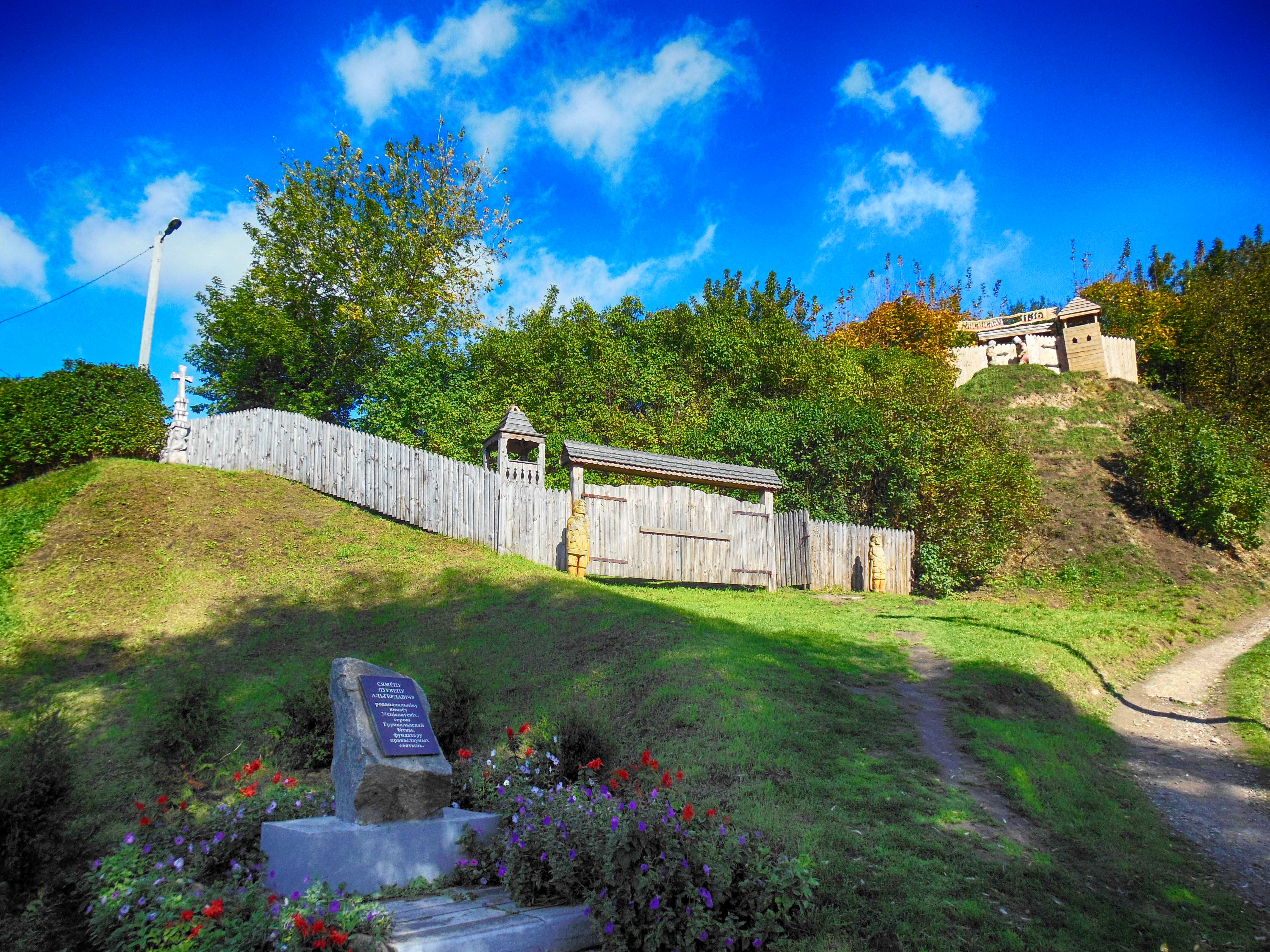
Замковая гора в Мстиславле

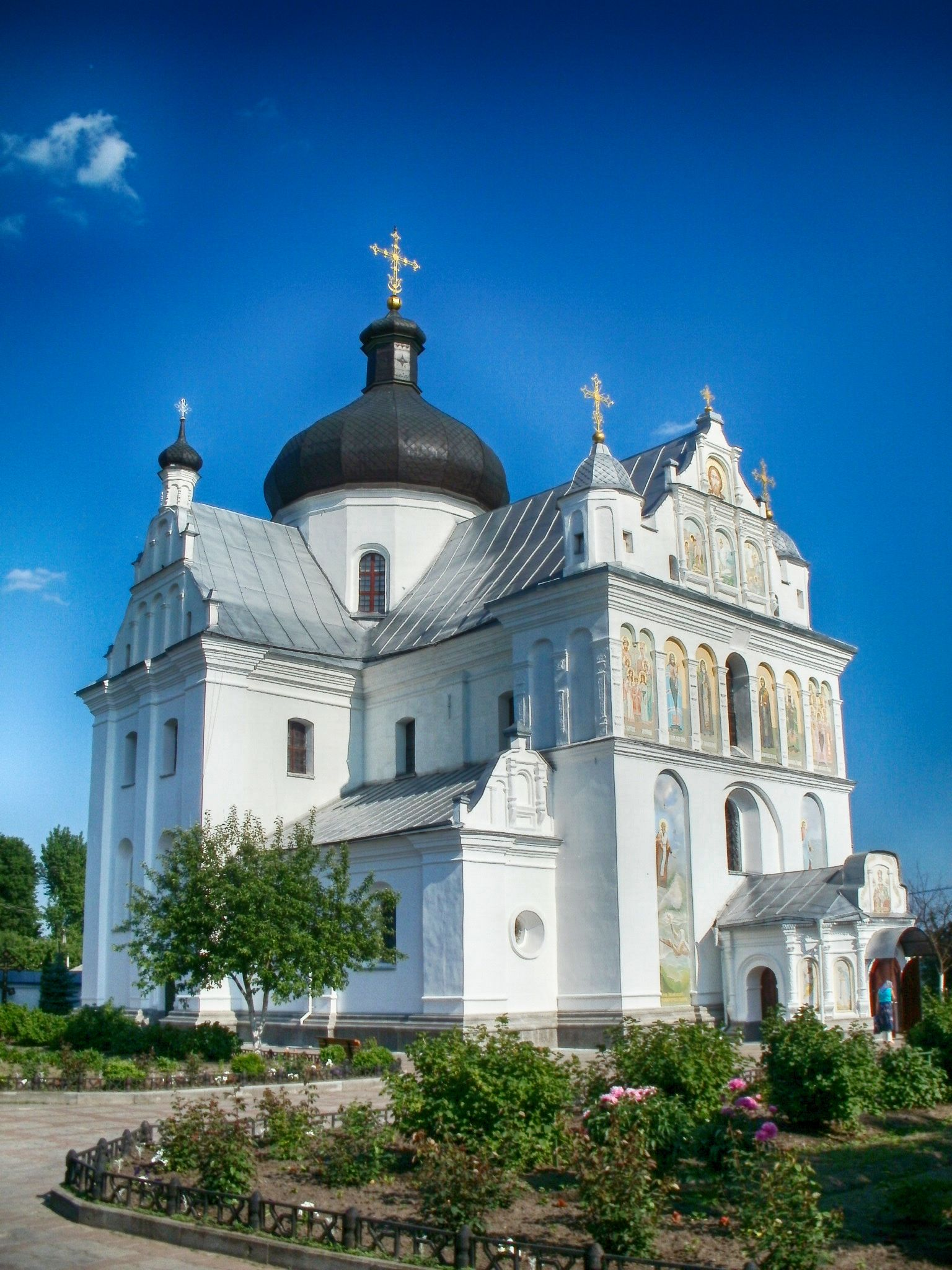
Свято-Никольский монастырь в Могилёве

В области около 20 музеев. Самые посещаемые музеи Могилёвской области по состоянию на 2016 год:
1. Могилёвский областной краеведческий музей имени Е. Р. Романова — 93,3 тыс.
2. Могилёвский областной художественный музей имени П. В. Масленикова — 45,6 тыс.
3. Бобруйский краеведческий музей — 40,5 тыс.
4. Музей истории города Могилёва — 35,2 тыс.
5. Бобруйский художественный музей — 28,3 тыс. и др.

В 2025 году открыт Музей Славы Могилёвщины, рядом с Буйничским полем (2025).
Практически в каждом районе области функционируют школы и центры художественных ремёсел.
В области действует 3 профессиональных театра:
- Могилёвский областной драматический театр. В 2016 году было проведено 400 мероприятий, которые посетили 60 726 человек;
- Могилёвский областной театр драмы и комедии имени В. И. Дунина-Марцинкевича (Бобруйск). 375 мероприятий, 69 061 посетитель;
- Могилёвский областной театр кукол. 549 мероприятий, 51 613 посетителей.

В 2023 году постановлением Министерства культуры Республики Беларусь от 30 мая 2023 года № 80 статус нематериальной историко-культурной ценности присвоен элементу «Культура белорусской дуды» на территории Могилёвской области.

## События и мероприятия
В Могилёвской области 2008 год объявлен Годом ремёсел.

## Археология
- Возле деревни Обидовичи Быховского района найдены средненепалеолитические кремнёвые изделия, предположительно изготовленные неандертальцами. В могильниках эпохи Киевской Руси на Быховщине доминирует традиционная для восточных славян ориентировка умерших головой на запад. В кургане № 2 могильника в Обидовичах находился костяк мужчины, ориентированный головой на восток. У деревни Новый Быхов костяк женщины был накрыт дощатым настилом[110].
- На стоянке бутовской культуры в деревне Дедня в Чаусском районе мезолитическое поселение существовало 9300—9400 лет назад[111].
- Стародединский клад, найденный в 1926 году в деревне Старый Дедин был сокрыт между 980 и 985 годами. В двух глиняных горшках был 201 куфический дирхем, 1 византийский милиарисий (Константинополь) и 2 денария Германии (Вормс, Регенсбург)[112]. Клад находился в Белорусском государственном музее, не сохранился[113].
- Близ деревни Эсьмоны Белыничского района расположено городище периода раннего железного века и курганные могильники.
- Шлем, аналогичный черниговским шлемам X века нашли в Бобруйске при работах в порту на реке Березине[114].Дворцово-парковый ансамбль Булгаков в Жиличи

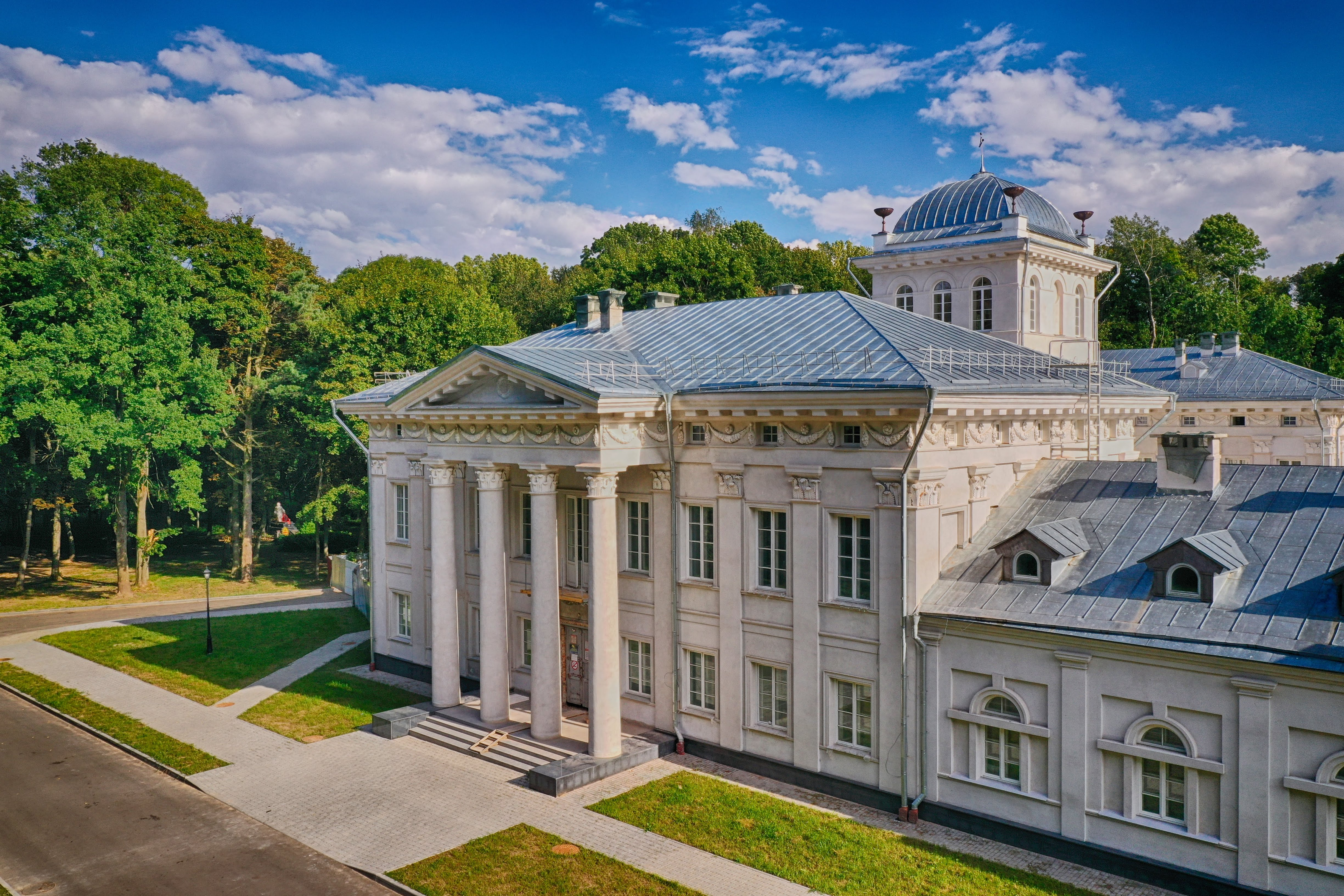
Дворцово-парковый ансамбль Булгаков в Жиличи

- В 1,5 км к северо-востоку от деревни Студёнка на левом берегу реки Греза находится курганный некрополь Студёнка (X—XII века) эпохи Древней Руси, который состоит из 107 полусферических курганов округлой формы.
- После исчезновения колочинских поселений Могилёвское Поднепровье, судя по всему, в период с VII по X век не было заселено. На миграционные процессы донских славян в бассейн Верхнего Поднепровья указывает анализ подкурганных захоронений боршевской культуры VIII—X веков и кремаций на территории Могилёвского Поднепровья. При этом на указанной территории фиксируются элементы материальной культуры и погребальной обрядности как роменской, так и лука-райковецкой культуры. У деревни Усохи найдены два камней с рельефными изображениями трезубцев, сопоставимых по своей стилистике с родовым знаком Владимира Святославича. Появление описанных камней может быть связано с включением Посожья в орбиту влияния Киева после разгрома радимичей и маркировать здесь место сбора дани — погоста[115][116].

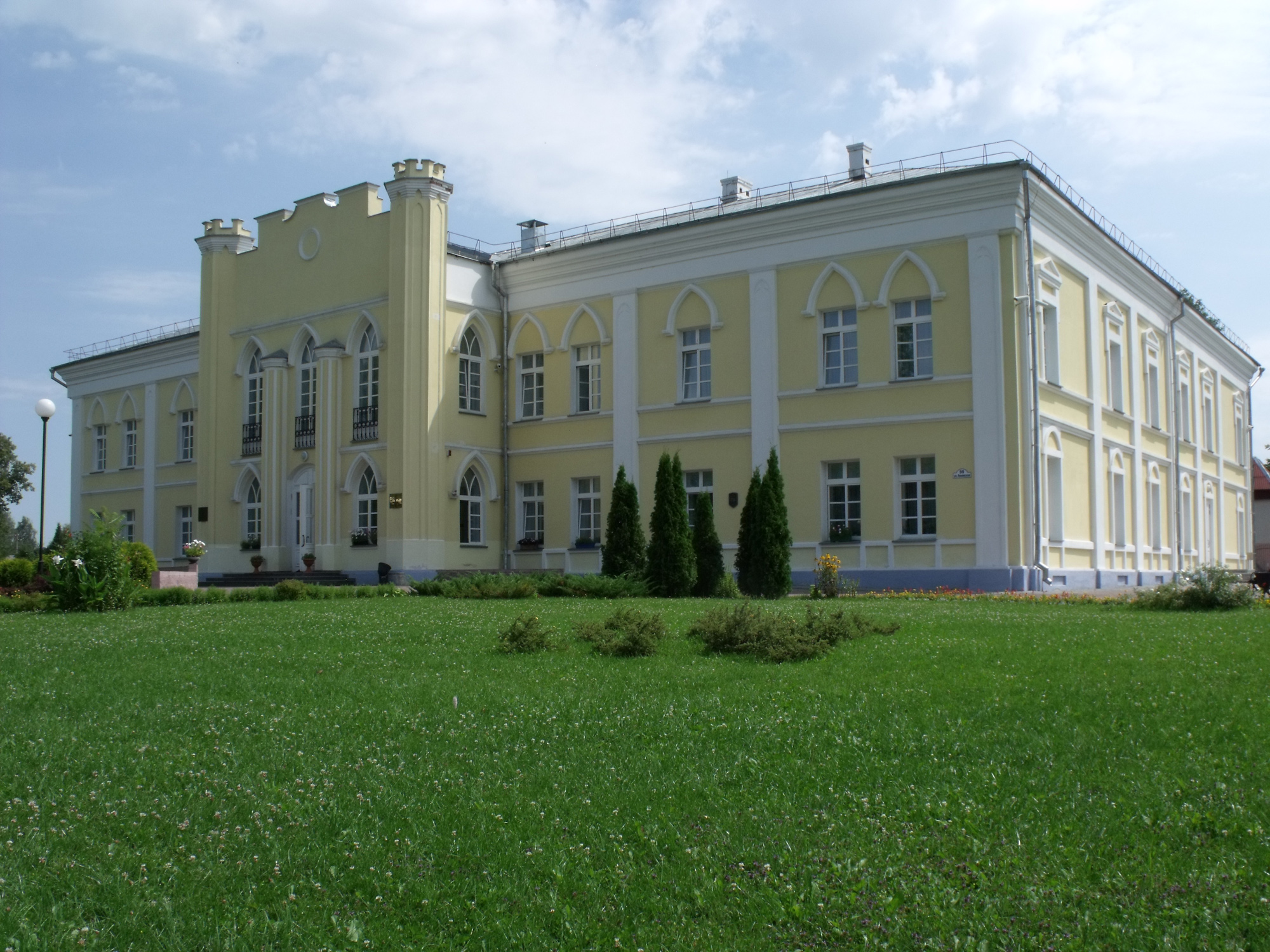
Дворец графа Потёмкина в Кричеве

## Достопримечательности
- Дворцово-парковый ансамбль Булгаков
- Музей Бялыницкого-Бирули
- Богоявленский братский монастырь (Могилёв)
- Буйничское поле
- Быховская синагога
- Быховский замок
- Крестовоздвиженский собор (Могилёв)
- Архиерейский дворец (Могилёв)
- Дворец Потёмкина в Кричеве и др.

## Преступность и пенитенциарная система
В 2017 году в Могилёвской области было совершено 10 232 преступлений (6-е место в Беларуси). Уровень преступности в пересчёте на 100 тыс. составил 964 (2-е место в стране после Минской области). Самый низкий уровень преступности наблюдается в Горецком (749) и Кричевском (806) районах. Уровень преступности в Бобруйском районе (1878) — самый высокий во всей стране, в Могилёвском районе (1670) — 2-е место в стране.
В Могилёвской области расположено несколько учреждений Департамента исполнения наказаний МВД Беларуси:
- Исправительная колония № 2 (ИК-2) — Бобруйск;
- Исправительная колония № 9 (ИК-9) — Горки;
- Исправительная колония № 15 (ИК-15) — агрогородок Вейно Могилёвского района;
- Исправительная колония № 17 (ИК-17) — Шклов;
- Исправительная колония-поселение № 16 (ИКП-16) — Горки;
- Воспитательная колония № 2 (для несовершеннолетних) — Бобруйск;
- Следственный изолятор № 5 (СИЗО-5) — Бобруйск;
- 2 лечебно-трудовых профилактория (деревня Староселье Горецкого района и Могилёв);
- 7 исправительных учреждений открытого типа (Могилёв, Кричев, Круглое, Мстиславль, Осиповичи, Шклов, Бобруйск).

## Награды
- Орден Ленина (8 июля 1967 года)[119].